# 小集站
小集站位于福建省漳州市华安县小集，车站作为会让站建于1992年，以增加鹰厦线的运输能力。距鹰潭站542公里，距厦门站152公里。现为五等站，不办理客、货运营业。2020年11月24日，车站撤销。